# Umberto Gabbi
Umberto Vittorio Alessandro Gabbi (Casteldidone, 19 aprile 1860 – Figline Valdarno, 6 marzo 1933) è stato un medico e politico italiano.

## Biografia
Laureato in scienze naturali nel 1882 e in medicina nel 1885, inizia l'attività didattica nel 1886 come assistente nella clinica medica di Firenze. Tra il 1896 e il 1909 è a Messina, membro della Commissione reale per la lotta alla malaria in Sicilia e promotore dell'Istituto di patologia medica; in questa città, benché egli stesso sia rimasto ferito, si distingue per l'assistenza ai feriti del terremoto del 1908. 
Nel 1909 si trasferisce a Roma, chiamato ad insegnare alla clinica universitaria delle malattie tropicali e fonda un laboratorio specializzato di ricerca per i medici destinati al servizio nelle colonie. Allo scoppio della guerra italo-turca viene inviato in missione a Tripoli per uno studio sulle malattie a carattere epidemico in vista dell'occupazione italiana della Libia, dove ha modo di combattere e debellare un'epidemia di colera scoppiata sia tra le nostre truppe che tra i residenti locali. Durante la prima guerra mondiale viene nominato consulente medico militare del 7º e 9º corpo d'armata con sede a Treviso e Udine e l'autorizzazione a raggiungere le trincee della prima linea. 
Nel 1919, chiamato a dirigere la clinica medica di Parma, inizia ad interessarsi alla vita politica. Già vicino da alcuni anni al partito liberale, si iscrive alla sezione locale dell'Associazione Nazionalista Italiana, di cui assume la presidenza. Nell'unità di intenti che lega nazionalisti e fascisti nel 1922 sostiene l'organizzazione e prende parte alla marcia su Roma. Anticipando la confluenza dell'associazione (non ancora decisa ufficialmente), dal 1º gennaio 1923 è iscritto al Partito nazionale fascista, nel quale assume le cariche locali di membro del Direttorio e del consiglio federale e vice-segretario della federazione. 
Nel 1924 viene eletto deputato e dirada gradualmente i propri impegni professionali, terminando del tutto la carriera di docente nel 1928. A partire dal 1925 concentra infatti la propria attività alla politica e alla divulgazione sia scientifica che propagandistica, collaborando coi quotidiani Il Resto del Carlino e la Gazzetta di Parma, oltre che con vari periodici come Archivio fascista di medicina politica, Echi e commenti, etc. In parlamento, prima alla Camera e poi al Senato (dove viene nominato nel 1929) si occupa prevalentemente dei problemi connessi all'elaborazione di un codice sanitario coloniale. 
Nel pieno dell'attività viene a mancare durante un viaggio di ritorno in treno da Roma a Parma.